# Vindullus concavus
Vindullus concavus là một loài nhện trong họ Sparassidae.
Loài này thuộc chi Vindullus. Vindullus concavus được miêu tả năm 2008 bởi Rheims & Peter Jäger.